# Antonín Tripes
Antonín Tripes (* 14. října 1932) je bývalý soudce, dlouholetý předseda odvolacího senátu u Krajského soudu v Českých Budějovicích, u kterého působil v letech 1970–2002. Po dosažení věku 70 let zde stále působí jako asistent soudce a vedoucí referent evidenčního senátu.
Absolvoval Právnickou fakultu Univerzity Karlovy, poté přešel do soudní praxe. Jeho celoživotním tématem se staly exekuce, kterým se věnuje také publicisticky v řadě odborných právnických časopisů (Právní praxe aj.) a zároveň o nich přednáší na Justiční akademii, plzeňské právnické fakultě i jinde. Bývá označován za „nejznámějšího exekučního soudce“, z jeho teoretického díla je pravidelně citováno v odborné literatuře i judikatuře.

## Dílo
- Seznam děl v Souborném katalogu ČR, jejichž autorem nebo tématem je Antonín Tripes
- Exekuce v soudní praxi, C. H. Beck, 1997, 2001 a 2006
- Výkon rozhodnutí, Ministerstvo spravedlnosti, 1977
- Občanský soudní řád s vysvětlivkami a judikaturou (kolektiv autorů), Linde Praha, 2009
- Exekuční prodej movitých věcí podle novely o. s. ř., Právo a zákonnost, 1992
- K některým otázkám výkonu rozhodnutí přikázáním pohledávky z účtu u peněžního ústavu, Právní praxe, č. 4/1994
- Činnost soudního vykonavatele při výkonu rozhodnutí prodejem movitých věcí, Právní praxe, č. 4/1995 a č. 5/1995